# Mémorial Mary McLeod Bethune
Le mémorial Mary McLeod Bethune est une œuvre en bronze réalisée par Robert Berks (en) à la mémoire de l'éducatrice et activiste Mary McLeod Bethune. 
Le monument, situé au parc Lincoln, à l'angle de East Capitol Street et 12th Street NE, est la première statue érigée sur un emplacement public à Washington pour honorer une personne afro-américaine. Le mémorial montre Mme Bethune remettre une copie de son héritage à deux jeunes enfants noirs. La canne représentée fait référence à celle qui lui aurait été donnée par le président Franklin Delano Roosevelt. Le mémorial fut inauguré le 10 juillet 1974. Décédée 19 ans plus tôt, Mary McLeod Bethune aurait fêté, ce jour-là, son 99e anniversaire. Les fonds pour la réalisation du monument furent réunis par le Conseil national des femmes noires que Mme Bethune fonda en 1935. 